# Hävningsrätt
Hävningsrätt betyder att den ena avtalsparten har rätt att helt eller delvis häva ett avtal om motparten inte uppfyllt sin del av kontraktet, det vill säga har gjort sig skyldig till kontraktsbrott. 